# Браоне
Браоне (итал. Braone, ломб. Braù / Bragù) — коммуна в Италии, в провинции Брешиа области Ломбардия.
Население составляет 636 человек (2008 г.), плотность населения составляет 54 чел./км². Занимает площадь 12 км². Почтовый индекс — 25040. Телефонный код — 0364.
В коммуне 2 февраля особо празднуется Сретение Господне (Candelora).

## Демография
Динамика населения:

## Администрация коммуны
- Официальный сайт: http://www.comune.braone.bs.it/